# Швейцария на летних Олимпийских играх 2016
Швейцария на летних Олимпийских играх 2016 года представлена 104 спортсменами в 16 видах спорта.

## Медали
| Золото  |                                                |                                                      |            |
| №       | Спортсмены                                     | Вид спорта (дисциплина)                              | Дата       |
| 1       | Фабиан Канчеллара                              | Велоспорт (раздельная шоссейная гонка, мужчины)      | 10 августа |
| 2       | Лукас Трамер Симон Шюрх Симон Нипман Марио Гюр | Академическая гребля (четвёрки, лёгкий вес, мужчины) | 11 августа |
| 3       | Нино Шуртер                                    | Велоспорт (кросс-кантри, мужчины)                    | 21 августа |
| Серебро |                                                |                                                      |            |
| №       | Спортсмены                                     | Вид спорта (дисциплина)                              | Дата       |
| 1       | Тимея Бачински Мартина Хингис                  | Теннис (парный разряд, женщины)                      | 14 августа |
| 2       | Никола Шпириг                                  | Триатлон (женщины)                                   | 20 августа |
| Бронза  |                                                |                                                      |            |
| №       | Спортсмены                                     | Вид спорта (дисциплина)                              | Дата       |
| 1       | Хайди Дитхельм Герберг                         | Стрельба (пистолет, 25 метров, женщины)              | 9 августа  |
| 2       | Джулия Штайнгрубер                             | Спортивная гимнастика (опорный прыжок, женщины)      | 14 августа |

## Состав сборной
Состав сборной Швейцарии на летних Олимпийских играх в Рио-де-Жанейро состоит из 104 спортсменов, выступающих в 16 видах спорта. Главой делегации впервые был назначен бронзовый призёр зимних Олимпийских игр 2010 года Ральф Штёкли
 Академическая гребля
1. Даниэль Видеркер
2. Марио Гюр
3. Барнабе Деларз
4. Огастен Меллефер
5. Симон Нипман
6. Роман Рёсли
7. Лукас Трамер
8. Михаэль Шмид
9. Нико Штальберг
10. Симон Шюрх
11. Жаннин Гмелин

 Бадминтон
1. Сабрина Жаке

Велоспорт
 Шоссейный велоспорт
1. Микаэль Альбазини
2. Фабиан Канчеллара
3. Стив Морабито
4. Себастьен Райхенбах
5. Йоланда Нефф[2]

 Трековый велоспорт
1. Оливье Бир
2. Сильван Дилье
3. Гаэль Сутер
4. Сириль Тьери
5. Тери Шир

 Маунтинбайк
1. Ларс Фёрстер
2. Матиас Флюккигер
3. Нино Шуртер
4. Линда Индерганд
5. Йоланда Нефф[2]

 BMX
1. Давид Граф

 Гольф
1. Альбане Валенсуэла
2. Фабьен Ин-Альбон

Гребля на байдарках и каноэ
 Гребля на гладкой воде
1. Фабио Висс

 Гребной слалом
1. Лукас Верро
2. Симон Верро

 Дзюдо
1. Сириль Гроссклаус
2. Людовик Шаммартен
3. Эвелин Чопп

 Конный спорт
1. Стив Герда
2. Ромен Дуже
3. Бен Фогг
4. Феликс Фогг
5. Мартин Фухс
6. Марсела Кринке-Сусмель
7. Яника Шпрунгер

 Лёгкая атлетика
1. Тадессе Абрахам
2. Кристиан Крайенбюль
3. Карим Хуссейн
4. Сара Атчо
5. Николь Бюхлер
6. Селина Бюхель
7. Айла Дель Понте
8. Муджинга Камбунджи
9. Саломе Кора
10. Ангелика Мозер
11. Мая Нойеншвандер
12. Клелия Рард-Ройсе
13. Петра Фонтанив
14. Фабьенна Шлумпф
15. Леа Шпрунгер
16. Эллен Шпрунгер

 Парусный спорт
1. Янник Браухли
2. Матиас Бюлер
3. Люсьен Кужан
4. Матео Санс Ланс
5. Ромуальд Хауссер
6. Себастьен Шнайтер
7. Натали Бруггер
8. Мая Зигенталер
9. Линда Фарни

 Плавание
1. Жереми Деспланше
2. Янник Кезер
3. Александр Хальдеман
4. Мартина ван Беркель
5. Даниэлле Вилларс
6. Ноэми Жирарде
7. Александра Турецкий
8. Мария Уголькова

 Пляжный волейбол
1. Анук Верже-Депре
2. Изабель Форрер
3. Йоана Хайдрих
4. Надин Цумкер

 Синхронное плавание
1. Софи Жигер
2. Саския Краус

 Спортивная гимнастика
1. Кристиан Бауман
2. Пабло Бреггер
3. Беньямин Гишар
4. Оливер Хеги
5. Эдди Юсоф
6. Джулия Штайнгрубер

 Стрельба
1. Ян Лохбихлер
2. Хайди Дитхельм Герберг
3. Нина Кристен
4. Сара Хорнунг

 Теннис
1. Тимея Бачински
2. Мартина Хингис

 Триатлон
1. Андреа Зальвисберг
2. Свен Ридерер
3. Йоланда Аннен
4. Никола Шпириг

 Фехтование
1. Фабиан Каутер
2. Макс Хайнцер
3. Беньямин Штеффен
4. Тиффани Жеруде

Примечания
1. ↑  Swiss Olympic startet die Mission «Rio 2016». Дата обращения: 21 марта 2016. Архивировано 3 апреля 2016 года.
2. 1 2  Йоланда Нефф выступала и в шоссейных гонках, и в маунтинбайке

## Результаты соревнований

### Академическая гребля
В следующий раунд из каждого заезда проходят несколько лучших экипажей (в зависимости от дисциплины). В отборочный заезд попадают спортсмены, выбывшие в предварительном раунде. В финал A выходят 6 сильнейших экипажей, остальные разыгрывают места в утешительных финалах B-F.
Мужчины
| Соревнование              | Спортсмены                                                 | Предварительный заезд | Предварительный заезд | Предварительный заезд | Отборочный заезд | Отборочный заезд | Отборочный заезд | Четвертьфинал | Четвертьфинал | Четвертьфинал | Полуфинал     | Полуфинал     | Полуфинал     | Финал   | Финал   | Итоговое место |
| Соревнование              | Спортсмены                                                 | Заезд                 | Время                 | Место                 | Заезд            | Время            | Место            | Заезд         | Время         | Место         | Заезд         | Время         | Место         | Время   | Место   | Итоговое место |
| ------------------------- | ---------------------------------------------------------- | --------------------- | --------------------- | --------------------- | ---------------- | ---------------- | ---------------- | ------------- | ------------- | ------------- | ------------- | ------------- | ------------- | ------- | ------- | -------------- |
| двойки парные, лёгкий вес | Михаэль Шмид Даниэль Видеркер                              | 4                     | 6:29,95               | 3                     | 2                | 7:07,90          | 3                | не проводится | не проводится | не проводится | Полуфинал C/D | Полуфинал C/D | Полуфинал C/D | Финал C | Финал C | 13             |
| двойки парные, лёгкий вес | Михаэль Шмид Даниэль Видеркер                              | 4                     | 6:29,95               | 3                     | 2                | 7:07,90          | 3                | не проводится | не проводится | не проводится | 1             | 7:22,15       | 1             | 6:42,57 | 1       | 13             |
| четвёрки парные           | Нико Штальберг Огастен Меллефер Роман Рёсли Барнабе Деларз | 2                     | 5:51,52               | 3                     | 1                | 5:56,13          | 4 QB             | не проводится | не проводится | не проводится | не проводится | не проводится | не проводится | Финал B | Финал B |                |
| четвёрки парные           | Нико Штальберг Огастен Меллефер Роман Рёсли Барнабе Деларз | 2                     | 5:51,52               | 3                     | 1                | 5:56,13          | 4 QB             | не проводится | не проводится | не проводится | не проводится | не проводится | не проводится |         |         |                |
| четвёрки, лёгкий вес      | Лукас Трамер Симон Шюрх Симон Нипман Марио Гюр             | 1                     | 6:03,52               | 3 Q                   | не участвовали   | не участвовали   | не участвовали   | не проводится | не проводится | не проводится | 2             | 6:17,85       | 1 QA          | Финал A | Финал A |                |
| четвёрки, лёгкий вес      | Лукас Трамер Симон Шюрх Симон Нипман Марио Гюр             | 1                     | 6:03,52               | 3 Q                   | не участвовали   | не участвовали   | не участвовали   | не проводится | не проводится | не проводится | 2             | 6:17,85       | 1 QA          |         |         |                |

Женщины
| Соревнование | Спортсмены    | Предварительный заезд | Предварительный заезд | Предварительный заезд | Отборочный заезд | Отборочный заезд | Отборочный заезд | Четвертьфинал | Четвертьфинал | Четвертьфинал | Полуфинал     | Полуфинал     | Полуфинал     | Финал | Финал | Итоговое место |
| Соревнование | Спортсмены    | Заезд                 | Время                 | Место                 | Заезд            | Время            | Место            | Заезд         | Время         | Место         | Заезд         | Время         | Место         | Время | Место | Итоговое место |
| ------------ | ------------- | --------------------- | --------------------- | --------------------- | ---------------- | ---------------- | ---------------- | ------------- | ------------- | ------------- | ------------- | ------------- | ------------- | ----- | ----- | -------------- |
| одиночки     | Жаннин Гмелин | 4                     | 8:28,10               | 2 Q                   | не участвовала   | не участвовала   | не участвовала   | 2             | 7:29,66       | 2 Q           | Полуфинал A/B | Полуфинал A/B | Полуфинал A/B | Финал | Финал |                |
| одиночки     | Жаннин Гмелин | 4                     | 8:28,10               | 2 Q                   | не участвовала   | не участвовала   | не участвовала   | 2             | 7:29,66       | 2 Q           |               |               |               |       |       |                |

### Бадминтон
Одиночный разряд
| Соревнование | Спортсмены   | Групповой этап | Групповой этап | Групповой этап | 1/8 финала | 1/4 финала | 1/2 финала | Финал | Итоговое место |
| Соревнование | Спортсмены   | 1 матч         | 2 матч         | Место          | 1/8 финала | 1/4 финала | 1/2 финала | Финал | Итоговое место |
| ------------ | ------------ | -------------- | -------------- | -------------- | ---------- | ---------- | ---------- | ----- | -------------- |
| женщины      | Сабрина Жаке | Группа         | Группа         | Группа         |            |            |            |       |                |
| женщины      | Сабрина Жаке |                |                |                |            |            |            |       |                |

### Велоспорт

#### Шоссейный велоспорт
Мужчины
| Соревнование     | Спортсмены          | Время      | Место | Отставание |
| ---------------- | ------------------- | ---------- | ----- | ---------- |
| групповая гонка  | Себастьен Райхенбах | 6:13:36    | 19    | +3:31      |
| групповая гонка  | Фабиан Канчеллара   | 6:21:54    | 34    | +11:49     |
| групповая гонка  | Микаэль Альбазини   | DNF        | DNF   | DNF        |
| групповая гонка  | Стив Морабито       | DNF        | DNF   | DNF        |
| раздельная гонка | Фабиан Канчеллара   | 1:12:15,42 | 1     | +0,00      |

Женщины
| Соревнование    | Спортсмены   | Время   | Место | Отставание |
| --------------- | ------------ | ------- | ----- | ---------- |
| групповая гонка | Йоланда Нефф | 3:51:47 | 8     | +0:20      |

#### Трековый велоспорт
Командная гонка преследования
| Соревнование | Спортсмены                                     | Квалификация | Квалификация | Полуфинал           | Полуфинал | Финал                       | Место |
| Соревнование | Спортсмены                                     | Время        | Место        | Соперник Время      | Место     | Соперник Время              | Место |
| ------------ | ---------------------------------------------- | ------------ | ------------ | ------------------- | --------- | --------------------------- | ----- |
| мужчины      | Сильван Дилье Сириль Тьери Тери Шир Оливье Бир | 4:03,845     | 7 Q          | Германия · 4:03,580 | 7 Q7      | За 7-е место                | 7     |
| мужчины      | Сильван Дилье Сириль Тьери Тери Шир Оливье Бир | 4:03,845     | 7 Q          | Германия · 4:03,580 | 7 Q7      | Китай · В 4:01,786 · -1,901 | 7     |

Омниум
| Соревнование | Спортсмены  | Круг с хода | Круг с хода | Гонка по очкам | Гонка по очкам | Гонка с выбыванием | Гонка преследования | Гонка преследования | Скретч | Гит с места | Гит с места | Сумма очков | Итоговое место |
| Соревнование | Спортсмены  | Время       | Место       | Очки           | Место          | Место              | Время               | Место               | Место  | Время       | Место       | Сумма очков | Итоговое место |
| ------------ | ----------- | ----------- | ----------- | -------------- | -------------- | ------------------ | ------------------- | ------------------- | ------ | ----------- | ----------- | ----------- | -------------- |
| мужчины      | Гаэль Сутер |             |             |                |                |                    |                     |                     |        |             |             |             |                |

#### Маунтинбайк
Мужчины
| Соревнование | Спортсмены       | Время | Место | Отставание |
| ------------ | ---------------- | ----- | ----- | ---------- |
| кросс-кантри | Ларс Фёрстер     |       |       |            |
| кросс-кантри | Матиас Флюккигер |       |       |            |
| кросс-кантри | Нино Шуртер      |       |       |            |

Женщины
| Соревнование | Спортсмены      | Время | Место | Отставание |
| ------------ | --------------- | ----- | ----- | ---------- |
| кросс-кантри | Линда Индерганд |       |       |            |
| кросс-кантри | Йоланда Нефф    |       |       |            |

#### BMX
Мужчины
| Соревнование | Спортсмены | Квалификация | Квалификация | 1\4 финала | 1\4 финала  | 1\4 финала  | 1\4 финала  | 1\4 финала  | 1\4 финала  | 1\4 финала | 1\4 финала | 1\2 финала | 1\2 финала  | 1\2 финала  | 1\2 финала  | 1\2 финала | 1\2 финала | Финал | Финал | Место |
| Соревнование | Спортсмены | Время        | Место        | Заезд      | 1 гонка     | 2 гонка     | 3 гонка     | 4 гонка     | 5 гонка     | Всего      | Место      | Заезд      | 1 гонка     | 2 гонка     | 3 гонка     | Всего      | Место      | Финал | Финал | Место |
| Соревнование | Спортсмены | Время        | Место        | Заезд      | Время Место | Время Место | Время Место | Время Место | Время Место | Всего      | Место      | Заезд      | Время Место | Время Место | Время Место | Всего      | Место      | Время | Место | Место |
| ------------ | ---------- | ------------ | ------------ | ---------- | ----------- | ----------- | ----------- | ----------- | ----------- | ---------- | ---------- | ---------- | ----------- | ----------- | ----------- | ---------- | ---------- | ----- | ----- | ----- |
| BMX          | Давид Граф |              |              |            |             |             |             |             |             |            |            |            |             |             |             |            |            |       |       |       |

### Водные виды спорта

#### Плавание
В следующий раунд на каждой дистанции проходят спортсмены, показавшие лучший результат, независимо от места, занятого в своём заплыве.
Мужчины
| Дистанция                        | Спортсмены          | Предварительный раунд | Предварительный раунд | Предварительный раунд | Полуфинал            | Полуфинал            | Полуфинал            | Финал                | Финал                |
| Дистанция                        | Спортсмены          | Заплыв                | Результат             | Место                 | Заплыв               | Результат            | Место                | Результат            | Место                |
| -------------------------------- | ------------------- | --------------------- | --------------------- | --------------------- | -------------------- | -------------------- | -------------------- | -------------------- | -------------------- |
| 200 метров вольным стилем        | Александр Хальдеман | 2                     | 1:49,94               | 38                    | завершил выступление | завершил выступление | завершил выступление | завершил выступление | завершил выступление |
| 100 метров брассом               | Янник Кезер         | 2                     | 1:00,71               | 24                    | завершил выступление | завершил выступление | завершил выступление | завершил выступление | завершил выступление |
| 200 метров брассом               | Янник Кезер         | 2                     | 2:11,77               | 20                    | завершил выступление | завершил выступление | завершил выступление | завершил выступление | завершил выступление |
| 200 метров комплексным плаванием | Жереми Депланш      | 3                     | 1:59,67               | 12 Q                  | 2                    | 2:00,38              | 13                   | завершил выступление | завершил выступление |
| 400 метров комплексным плаванием | Жереми Депланш      | 2                     | 4:15,46               | 13                    | не проводится        | не проводится        | не проводится        | завершил выступление | завершил выступление |

Женщины
| Дистанция                        | Спортсмены                                                                                         | Предварительный раунд | Предварительный раунд | Предварительный раунд | Полуфинал             | Полуфинал             | Полуфинал             | Финал                 | Финал                 |
| Дистанция                        | Спортсмены                                                                                         | Заплыв                | Результат             | Место                 | Заплыв                | Результат             | Место                 | Результат             | Место                 |
| -------------------------------- | -------------------------------------------------------------------------------------------------- | --------------------- | --------------------- | --------------------- | --------------------- | --------------------- | --------------------- | --------------------- | --------------------- |
| 50 метров вольным стилем         | Александра Турецкий                                                                                |                       |                       |                       |                       |                       |                       |                       |                       |
| 100 метров вольным стилем        | Мария Уголькова                                                                                    | 3                     | 54,85                 | 23                    | завершила выступление | завершила выступление | завершила выступление | завершила выступление | завершила выступление |
| 100 метров баттерфляем           | Даниэлле Вилларс                                                                                   | 3                     | 59,45                 | 27                    | завершила выступление | завершила выступление | завершила выступление | завершила выступление | завершила выступление |
| 200 метров баттерфляем           | Мартина ван Беркель                                                                                | 4                     | 2:08,00               | 11 Q                  | 2                     | 2:07,90               | 12                    | завершила выступление | завершила выступление |
| 200 метров на спине              | Мартина ван Беркель                                                                                |                       |                       |                       |                       |                       |                       |                       |                       |
| 200 метров комплексным плаванием | Мария Уголькова                                                                                    | 2                     | 2:13,77               | 19                    | завершила выступление | завершила выступление | завершила выступление | завершила выступление | завершила выступление |
| 400 метров комплексным плаванием | Мартина ван Беркель                                                                                | 1                     | 4:45,12               | 24                    | не проводится         | не проводится         | не проводится         | завершила выступление | завершила выступление |
| Эстафета                         | Предварительный раунд                                                                              | Предварительный раунд | Предварительный раунд | Предварительный раунд | Финал                 | Финал                 | Финал                 | Финал                 | Финал                 |
| Эстафета                         | Состав                                                                                             | Заплыв                | Результат             | Место                 | Состав                | Состав                | Состав                | Результат             | Место                 |
| 4×100 метров вольным стилем      | Мария Уголькова (54,75) Александра Турецкий (55,28) Даниэлле Вилларс (55,37) Ноэми Жирарде (55,62) | 2                     | 3:41,02               | 14                    | завершили выступление | завершили выступление | завершили выступление | завершили выступление | завершили выступление |

#### Синхронное плавание
По итогам квалификационного раунда в соревнованиях дуэтов в финал проходят 12 сильнейших сборных. В финале синхронистки исполняют только произвольную программу. Итоговая сумма складывается из результатов финальной произвольной программы и баллов, полученных дуэтами за техническую программу, исполненную в квалификационном раунде.
| Соревнование | Спортсмены              | Квалификация          | Квалификация          | Квалификация           | Квалификация           | Квалификация | Квалификация | Финал                  | Финал                  | Итоговый результат    | Итоговый результат |
| Соревнование | Спортсмены              | Техническая программа | Техническая программа | Произвольная программа | Произвольная программа | Всего        | Всего        | Произвольная программа | Произвольная программа | Итоговый результат    | Итоговый результат |
| Соревнование | Спортсмены              | Баллы                 | Место                 | Баллы                  | Место                  | Баллы        | Место        | Баллы                  | Место                  | Баллы                 | Место              |
| ------------ | ----------------------- | --------------------- | --------------------- | ---------------------- | ---------------------- | ------------ | ------------ | ---------------------- | ---------------------- | --------------------- | ------------------ |
| дуэты        | Софи Жигер Саския Краус | 83,3366               | 13                    | 83,5667                | 14                     | 166,9033     | 14           | Завершили выступление  | Завершили выступление  | Завершили выступление | 14                 |

### Волейбол

#### Пляжный волейбол
Женщины
| Соревнование | Спортсмены                      | Групповой этап                              | Групповой этап                                  | Групповой этап                        | Групповой этап | 1/8 финала     | Четвертьфинал  | Полуфинал      | Финал          | Место |
| Соревнование | Спортсмены                      | Соперники Счёт                              | Соперники Счёт                                  | Соперники Счёт                        | Место          | Соперники Счёт | Соперники Счёт | Соперники Счёт | Соперники Счёт | Место |
| ------------ | ------------------------------- | ------------------------------------------- | ----------------------------------------------- | ------------------------------------- | -------------- | -------------- | -------------- | -------------- | -------------- | ----- |
| женщины      | Изабель Форрер Анук Верже-Депре | Группа C                                    | Группа C                                        | Группа C                              | Группа C       |                |                |                |                |       |
| женщины      | Изабель Форрер Анук Верже-Депре | CHNВан Фань / Юэ Юань П 22:24, 21:18, 12:15 | AUSМ. Фе Артачо / Н. Лэрд В 19:21, 21:16, 21:19 | USAЭ. Росс / К. Уолш Дженнингс :      |                |                |                |                |                |       |
| женщины      | Йоана Хайдрих Надин Цумкер      | Группа E                                    | Группа E                                        | Группа E                              | Группа E       |                |                |                |                |       |
| женщины      | Йоана Хайдрих Надин Цумкер      | GERК. Боргер / Б. Бюте В 21:12, 21:16       | CANХ. Бейнсли / С. Паван П 18:21, 18:21         | NEDС. ван Гестел / Я. ван дер Влист : |                |                |                |                |                |       |

### Гимнастика

#### Спортивная гимнастика
В квалификационном раунде проходил отбор, как в финал командного многоборья, так и в финалы личных дисциплин. В финал индивидуального многоборья отбиралось 24 спортсмена с наивысшими результатами, а в финалы отдельных упражнений по 8 спортсменов, причём в финале личных дисциплин страна не могла быть представлена более, чем 2 спортсменами. В командном многоборье в квалификации на каждом снаряде выступали по 4 спортсмена, а в зачёт шли три лучших результата. В финале командных соревнований на каждом снаряде выступало по три спортсмена и все три результата шли в зачёт.
Мужчины
Многоборья
| Соревнование         | Спортсмены      | Квалификация        | Квалификация | Квалификация | Квалификация   | Квалификация        | Квалификация | Квалификация | Квалификация | Финал                 | Финал                 | Финал                 | Финал                 | Финал                 | Финал                 | Финал                 | Финал                 |
| Соревнование         | Спортсмены      | Вольные выступления | Конь         | Кольца       | Опорный прыжок | Параллельные брусья | Перекладина  | Всего        | Место        | Вольные выступления   | Конь                  | Кольца                | Опорный прыжок        | Параллельные брусья   | Перекладина           | Всего                 | Место                 |
| -------------------- | --------------- | ------------------- | ------------ | ------------ | -------------- | ------------------- | ------------ | ------------ | ------------ | --------------------- | --------------------- | --------------------- | --------------------- | --------------------- | --------------------- | --------------------- | --------------------- |
| личное многоборье    | Эдди Юсоф       | 15,033              | 14,133       | 14,533       | 15,200         | 13,300              | 13,166       | 85,365       | 25 Q         | 14,633                | 14,033                | 14,716                | 15,066                | 14,933                | 14,533                | 87,914                | 12                    |
| личное многоборье    | Пабло Бреггер   | 14,500              | 13,933       | 14,033       | 13,800         | 14,833              | 15,100       | 86,199       | 21 Q         | 14,933                | 14,033                | 13,908                | 14,300                | 15,033                | 15,166                | 87,373                | 16                    |
| личное многоборье    | Оливер Хеги     | 13,966              | 14,066       | 14,200       | 14,500         | 14,333              | 13,366       | 84,431       | 30           | завершил выступление  | завершил выступление  | завершил выступление  | завершил выступление  | завершил выступление  | завершил выступление  | завершил выступление  | завершил выступление  |
| командное многоборье | Кристиан Бауман |                     | 14,333       | 14,133       |                | 14,933              | 13,700       |              |              | завершили выступление | завершили выступление | завершили выступление | завершили выступление | завершили выступление | завершили выступление | завершили выступление | завершили выступление |
| командное многоборье | Пабло Бреггер   | 14,500              | 13,933       | 14,033       | 13,800         | 14,833              | 15,100       |              |              | завершили выступление | завершили выступление | завершили выступление | завершили выступление | завершили выступление | завершили выступление | завершили выступление | завершили выступление |
| командное многоборье | Беньямин Гишар  | 15,066              |              |              | 14,300         |                     |              |              |              | завершили выступление | завершили выступление | завершили выступление | завершили выступление | завершили выступление | завершили выступление | завершили выступление | завершили выступление |
| командное многоборье | Оливер Хеги     | 13,966              | 14,066       | 14,200       | 14,500         | 14,333              | 13,366       |              |              | завершили выступление | завершили выступление | завершили выступление | завершили выступление | завершили выступление | завершили выступление | завершили выступление | завершили выступление |
| командное многоборье | Эдди Юсоф       | 15,033              | 14,133       | 14,533       | 15,200         | 13,300              | 13,166       |              |              | завершили выступление | завершили выступление | завершили выступление | завершили выступление | завершили выступление | завершили выступление | завершили выступление | завершили выступление |
| командное многоборье | всего           | 44,599              | 42,532       | 42,866       | 44,000         | 44,099              | 42,166       | 260,262      | 9            | завершили выступление | завершили выступление | завершили выступление | завершили выступление | завершили выступление | завершили выступление | завершили выступление | завершили выступление |

Индивидуальные упражнения
| Соревнование        | Спортсмены      | Квалификация | Квалификация | Финал                | Финал                |
| Соревнование        | Спортсмены      | Очки         | Место        | Очки                 | Место                |
| ------------------- | --------------- | ------------ | ------------ | -------------------- | -------------------- |
| вольные упражнения  | Беньямин Гишар  | 15,066       | 12           | завершил выступление | завершил выступление |
| вольные упражнения  | Эдди Юсоф       | 15,033       | 15           | завершил выступление | завершил выступление |
| вольные упражнения  | Пабло Бреггер   | 14,500       | 31           | завершил выступление | завершил выступление |
| вольные упражнения  | Оливер Хеги     | 13,966       | 49           | завершил выступление | завершил выступление |
| конь                | Кристиан Бауман | 14,333       | 29           | завершил выступление | завершил выступление |
| конь                | Эдди Юсоф       | 14,133       | 37           | завершил выступление | завершил выступление |
| конь                | Оливер Хеги     | 14,066       | 39           | завершил выступление | завершил выступление |
| конь                | Пабло Бреггер   | 13,933       | 44           | завершил выступление | завершил выступление |
| кольца              | Эдди Юсоф       | 14,533       | 24           | завершил выступление | завершил выступление |
| кольца              | Оливер Хеги     | 14,200       | 36           | завершил выступление | завершил выступление |
| кольца              | Кристиан Бауман | 14,133       | 41           | завершил выступление | завершил выступление |
| кольца              | Пабло Бреггер   | 14,033       | 45           | завершил выступление | завершил выступление |
| опорный прыжок      | Беньямин Гишар  | 14,516       | 12           | завершил выступление | завершил выступление |
| параллельные брусья | Кристиан Бауман | 14,933       | 30           | завершил выступление | завершил выступление |
| параллельные брусья | Пабло Бреггер   | 14,833       | 37           | завершил выступление | завершил выступление |
| параллельные брусья | Оливер Хеги     | 14,333       | 48           | завершил выступление | завершил выступление |
| параллельные брусья | Эдди Юсоф       | 13,300       | 60           | завершил выступление | завершил выступление |
| перекладина         | Пабло Бреггер   | 15,100       | 9            | завершил выступление | завершил выступление |
| перекладина         | Кристиан Бауман | 13,700       | 52           | завершил выступление | завершил выступление |
| перекладина         | Оливер Хеги     | 13,366       | 61           | завершил выступление | завершил выступление |
| перекладина         | Эдди Юсоф       | 13,166       | 65           | завершил выступление | завершил выступление |

Женщины
Многоборья
| Соревнование      | Спортсмены         | Квалификация   | Квалификация        | Квалификация | Квалификация       | Квалификация | Квалификация | Финал          | Финал               | Финал  | Финал              | Финал | Финал |
| Соревнование      | Спортсмены         | Опорный прыжок | Разновысокие брусья | Бревно       | Вольные упражнения | Всего        | Место        | Опорный прыжок | Разновысокие брусья | Бревно | Вольные упражнения | Всего | Место |
| ----------------- | ------------------ | -------------- | ------------------- | ------------ | ------------------ | ------------ | ------------ | -------------- | ------------------- | ------ | ------------------ | ----- | ----- |
| личное многоборье | Джулия Штайнгрубер | 15,600         | 13,900              | 12,733       | 14,666             | 56,899       | 15 Q         |                |                     |        |                    |       |       |

Индивидуальные упражнения
| Соревнование        | Спортсмены         | Квалификация | Квалификация | Финал                 | Финал                 |
| Соревнование        | Спортсмены         | Очки         | Место        | Очки                  | Место                 |
| ------------------- | ------------------ | ------------ | ------------ | --------------------- | --------------------- |
| опорный прыжок      | Джулия Штайнгрубер | 15,266       | 3 Q          |                       |                       |
| разновысокие брусья | Джулия Штайнгрубер | 13,900       | 45           | завершила выступление | завершила выступление |
| бревно              | Джулия Штайнгрубер | 12,733       | 68           | завершила выступление | завершила выступление |
| вольные упражнения  | Джулия Штайнгрубер | 14,666       | 5 Q          |                       |                       |

### Гольф
Последний раз соревнования по гольфу в рамках Олимпийских игр проходили в 1904 году. Соревнования гольфистов пройдут на 18-луночном поле, со счётом 72 пар. Каждый участник пройдёт все 18 лунок по 4 раза.
Женщины
| Соревнование | Спортсмены         | Первый раунд | Первый раунд | Второй раунд | Второй раунд | Третий раунд | Третий раунд | Четвёртый раунд | Четвёртый раунд | Итоговый результат | Итоговое место |
| Соревнование | Спортсмены         | Очки         | Место        | Очки         | Место        | Очки         | Место        | Очки            | Место           | Итоговый результат | Итоговое место |
| ------------ | ------------------ | ------------ | ------------ | ------------ | ------------ | ------------ | ------------ | --------------- | --------------- | ------------------ | -------------- |
| женщины      | Альбане Валенсуэла |              |              |              |              |              |              |                 |                 |                    |                |
| женщины      | Фабьен Ин-Альбон   |              |              |              |              |              |              |                 |                 |                    |                |

### Гребля на байдарках и каноэ

#### Гребля на гладкой воде
Соревнования по гребле на байдарках и каноэ на гладкой воде проходят в лагуне Родригу-ди-Фрейташ, которая находится на территории города Рио-де-Жанейро. В каждой дисциплине соревнования проходят в три этапа: предварительный раунд, полуфинал и финал.
Мужчины
| Соревнование                   | Спортсмены | Предварительный раунд | Предварительный раунд | Предварительный раунд | Полуфинал | Полуфинал | Полуфинал | Финал | Финал | Итоговое место |
| Соревнование                   | Спортсмены | Заплыв                | Время                 | Место                 | Заплыв    | Время     | Место     | Время | Место | Итоговое место |
| ------------------------------ | ---------- | --------------------- | --------------------- | --------------------- | --------- | --------- | --------- | ----- | ----- | -------------- |
| байдарки-одиночки, 1000 метров | Фабио Висс |                       |                       |                       |           |           |           |       |       |                |

#### Гребной слалом

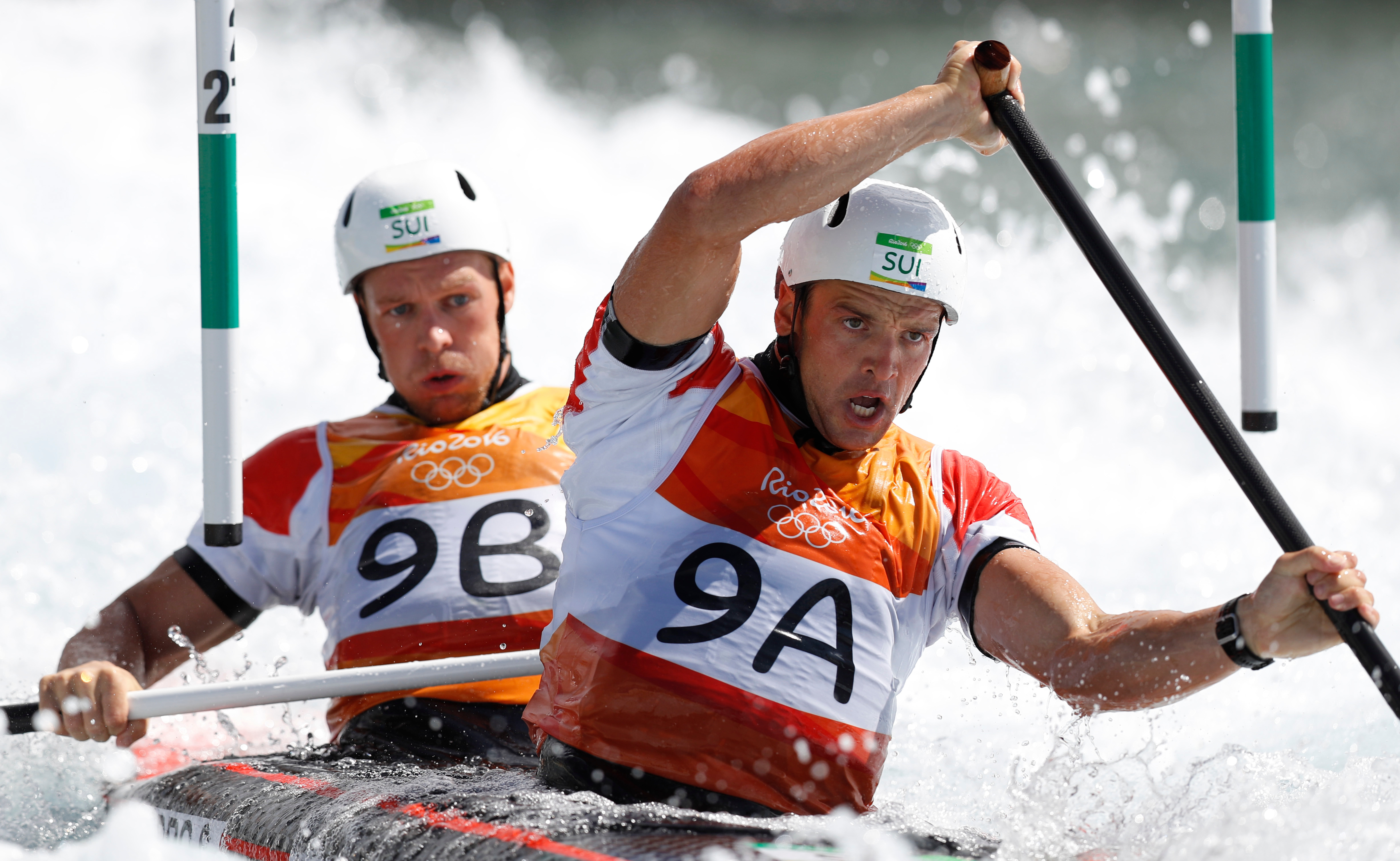
Лукас Верро и Симон Верро во время прохождения дистанции

Квалификационный раунд проходил в две попытки. Результат в каждой попытке складывался из времени, затраченного на прохождение трассы и суммы штрафных очков, которые спортсмен получал за неправильное прохождение ворот. Одно штрафное очко равнялось одной секунде. Из 2 попыток выбирался лучший результат, по результатам которого, выявлялись спортсмены с наименьшим количеством очков, которые проходили в следующий раунд. В полуфинале гребцы выполняли по одной попытки. В финал проходили спортсмены с наименьшим результатом.
Мужчины
| Соревнование | Спортсмены              | Предварительный этап | Предварительный этап | Предварительный этап | Предварительный этап | Предварительный этап | Предварительный этап | Предварительный этап | Полуфинал | Полуфинал | Полуфинал | Полуфинал | Финал | Финал | Финал | Финал |
| Соревнование | Спортсмены              | 1 попытка            | 1 попытка            | 1 попытка            | 2 попытка            | 2 попытка            | 2 попытка            | Место                | Полуфинал | Полуфинал | Полуфинал | Полуфинал | Финал | Финал | Финал | Финал |
| Соревнование | Спортсмены              | Время                | Штраф                | Итог                 | Время                | Штраф                | Итог                 | Место                | Время     | Штраф     | Итог      | Место     | Время | Штраф | Итог  | Место |
| ------------ | ----------------------- | -------------------- | -------------------- | -------------------- | -------------------- | -------------------- | -------------------- | -------------------- | --------- | --------- | --------- | --------- | ----- | ----- | ----- | ----- |
| каноэ-двойки | Лукас Верро Симон Верро | 104,47               | 54                   | 158,47               | 108,56               | 2                    | 110,56               | 9 Q                  |           |           |           |           |       |       |       |       |

### Дзюдо
Соревнования по дзюдо проводились по системе с выбыванием. В утешительные раунды попадали спортсмены, проигравшие полуфиналистам турнира. Два спортсмена, одержавших победу в утешительном раунде, в поединке за бронзу сражались с дзюдоистами, проигравшими в полуфинале.
Мужчины
| Категория | Спортсмены        | 1/32 финала        | 1/16 финала               | 1/8 финала               | Четвертьфинал        | Полуфинал            | Финал                | Место |
| Категория | Спортсмены        | Соперник Результат | Соперник Результат        | Соперник Результат       | Соперник Результат   | Соперник Результат   | Соперник Результат   | Место |
| --------- | ----------------- | ------------------ | ------------------------- | ------------------------ | -------------------- | -------------------- | -------------------- | ----- |
| до 60 кг  | Людовик Шаммартен | не участвовал      | ECUЛ. Пресиадо В 010:002  | UZBД. Урозбоев П 000:011 | завершил выступление | завершил выступление | завершил выступление | 9     |
| до 90 кг  | Сириль Гроссклаус | не участвовал      | FRAА. Иддир П 000s2:000s1 | завершил выступление     | завершил выступление | завершил выступление | завершил выступление | 17    |

Женщины
| Категория | Спортсмены  | 1/16 финала           | 1/8 финала                | Четвертьфинал         | Полуфинал             | Финал                 | Место |
| Категория | Спортсмены  | Соперник Результат    | Соперник Результат        | Соперник Результат    | Соперник Результат    | Соперник Результат    | Место |
| --------- | ----------- | --------------------- | ------------------------- | --------------------- | --------------------- | --------------------- | ----- |
| до 52 кг  | Эвелин Чопп | FRAП. Ньето В 100:000 | KOSМ. Кельменди П 000:100 | завершила выступление | завершила выступление | завершила выступление | 9     |

### Конный спорт
Выездка
Соревнования по выездке включали в себе три теста высшего уровня сложности по системе Международной федерации конного спорта (FEI): Большой Приз (англ. Grand Prix), Переездка Большого Приза (англ. Grand Prix Special) и КЮР Большого приза (англ. Grand Prix Freestyle). Итоговая оценка в каждом из тестов рассчитывалась, как среднее арифметическое значение оценок семи судей.
| Соревнование   | Спортсмены                              | Большой Приз | Большой Приз | Переездка Большого Приза | Переездка Большого Приза | КЮР Большого Приза | КЮР Большого Приза |
| Соревнование   | Спортсмены                              | Результат    | Место        | Результат                | Место                    | Результат          | Место              |
| -------------- | --------------------------------------- | ------------ | ------------ | ------------------------ | ------------------------ | ------------------ | ------------------ |
| личная выездка | Марсела Кринке-Сусмель лошадь — Molberg | 72,700       | 24 Q         |                          |                          |                    |                    |

Троеборье
Троеборье состоит из манежной езды, полевых испытаний и конкура. В выездке оценивается степень контроля всадника над лошадью и способность выполнить обязательные элементы выступления. Также при выступлении оценивается внешний вид лошади и всадника. Жюри выставляет, как положительные оценки за удачно выполненные упражнения, так и штрафные баллы за различного рода ошибки. После окончания выступления по специальной формуле вычисляется количество штрафных очков. Соревнования по кроссу требуют от лошади и её наездника высокой степени физической подготовленности и выносливости. Дистанция для кросса достаточно протяжённая и имеет множество препятствий различного типа. Штрафные очки во время кросса начисляются за сбитые препятствия, за превышение лимита времени и за опасную езду. В конкуре за каждое сбитое препятствие спортсмену начисляются 4 штрафных балла, а за превышение лимита времени 1 штрафное очко (за каждую каждую, сверх нормы времени, начатую секунду).
| Соревнование     | Спортсмены                      | Выездка | Кросс  | Кросс | Конкур               | Конкур               | Финальный конкур     | Финальный конкур     | Всего                | Всего                |                      |                      |
| Соревнование     | Спортсмены                      | Штраф   | Штраф  | Штраф | Штраф                | Штраф                | Штраф                | Штраф                | Всего                | Всего                |                      |                      |
| Соревнование     | Спортсмены                      | Баллы   | Прыжки | Время | Прыжки               | Время                | Прыжки               | Время                | Результат            | Место                |                      |                      |
| ---------------- | ------------------------------- | ------- | ------ | ----- | -------------------- | -------------------- | -------------------- | -------------------- | -------------------- | -------------------- | -------------------- | -------------------- |
| личное троеборье | Бен Фогг лошадь — Noe des Vatys | 51,70   | 20,00  | 62,40 | 8                    | 6,00                 | завершил выступление | завершил выступление | 148,10               | 43                   |                      |                      |
| личное троеборье | Феликс Фогг лошадь — Onfire     | 46,70   | DSQ    | DSQ   | завершил выступление | завершил выступление | завершил выступление | завершил выступление | завершил выступление | завершил выступление | завершил выступление | завершил выступление |

Конкур
В каждом из раундов спортсменам необходимо было пройти дистанцию с разным количеством препятствий и разным лимитом времени. За каждое сбитое препятствие спортсмену начислялось 4 штрафных балла, за превышение лимита времени 1 штрафное очко (за каждые 5 секунд). В финал личного первенства могло пройти только три спортсмена от одной страны. Командный конкур проводился в рамках второго и третьего раунда индивидуальной квалификации. В зачёт командных соревнований шли три лучших результата, показанные спортсменами во время личного первенства. Если спортсмен выбывал из индивидуальных соревнований после первого или второго раундов, то он всё равно продолжал свои выступления, но результаты при этом шли только в командный зачёт.
| Соревнование     | Спортсмены                                       | Квалификация  | Квалификация  | Квалификация | Квалификация | Квалификация | Квалификация | Квалификация | Квалификация | Финал         | Финал         | Финал         | Финал         | Финал         | Итоговое место |
| Соревнование     | Спортсмены                                       | 1 раунд       | 1 раунд       | 2 раунд      | Всего        | Всего        | 3 раунд      | Всего        | Всего        | Финал A       | Финал A       | Финал B       | Всего         | Всего         | Итоговое место |
| Соревнование     | Спортсмены                                       | Штраф         | Место         | Штраф        | Штраф        | Место        | Штраф        | Штраф        | Место        | Штраф         | Место         | Штраф         | Штраф         | Место         | Итоговое место |
| ---------------- | ------------------------------------------------ | ------------- | ------------- | ------------ | ------------ | ------------ | ------------ | ------------ | ------------ | ------------- | ------------- | ------------- | ------------- | ------------- | -------------- |
| личный конкур    | Стив Герда лошадь — Nino des Buissonets          |               |               |              |              |              |              |              |              |               |               |               |               |               |                |
| личный конкур    | Мартин Фукс лошадь — Clooney                     |               |               |              |              |              |              |              |              |               |               |               |               |               |                |
| личный конкур    | Ромен Дуже лошадь — Quorida de Treho             |               |               |              |              |              |              |              |              |               |               |               |               |               |                |
| личный конкур    | Яника Шпрунгер лошадь — Bonne Chance             |               |               |              |              |              |              |              |              |               |               |               |               |               |                |
| командный конкур | Стив Герда Мартин Фукс Ромен Дуже Яника Шпрунгер | не проводится | не проводится |              |              |              |              |              |              | не проводится | не проводится | не проводится | не проводится | не проводится |                |

### Лёгкая атлетика
Мужчины
Беговые дисциплины
| Дисциплина                    | Спортсмен     | Предварительный раунд | Предварительный раунд | Предварительный раунд | Четвертьфиналы | Четвертьфиналы | Четвертьфиналы | Полуфиналы           | Полуфиналы           | Полуфиналы           | Финал                | Финал                |
| Дисциплина                    | Спортсмен     | Забег                 | Время                 | Место                 | Забег          | Время          | Место          | Забег                | Время                | Место                | Время                | Место                |
| ----------------------------- | ------------- | --------------------- | --------------------- | --------------------- | -------------- | -------------- | -------------- | -------------------- | -------------------- | -------------------- | -------------------- | -------------------- |
| бег на 400 метров с барьерами | Карим Хуссейн | 2                     | 49,80                 | 5                     | не проводится  | не проводится  | не проводится  | завершил выступление | завершил выступление | завершил выступление | завершил выступление | завершил выступление |

Шоссейные дисциплины
| Дисциплина | Спортсмен           | Время   | Место | Отставание |
| ---------- | ------------------- | ------- | ----- | ---------- |
| марафон    | Тадессе Абрахам     | 2:11:42 | 7     | +2:58      |
| марафон    | Кристиан Крайенбюль | 2:21:13 | 76    | +12:69     |

Женщины
Беговые дисциплины
| Дисциплина                         | Спортсмен                                            | Предварительный раунд | Предварительный раунд | Предварительный раунд | Четвертьфиналы | Четвертьфиналы | Четвертьфиналы | Полуфиналы            | Полуфиналы            | Полуфиналы            | Финал                 | Финал                 |
| Дисциплина                         | Спортсмен                                            | Забег                 | Время                 | Место                 | Забег          | Время          | Место          | Забег                 | Время                 | Место                 | Время                 | Место                 |
| ---------------------------------- | ---------------------------------------------------- | --------------------- | --------------------- | --------------------- | -------------- | -------------- | -------------- | --------------------- | --------------------- | --------------------- | --------------------- | --------------------- |
| бег на 100 метров                  | Муджинга Камбунджи                                   |                       |                       |                       |                |                |                |                       |                       |                       |                       |                       |
| бег на 200 метров                  | Муджинга Камбунджи                                   |                       |                       |                       |                |                |                |                       |                       |                       |                       |                       |
| бег на 800 метров                  | Селина Бюхель                                        |                       |                       |                       | не проводится  | не проводится  | не проводится  |                       |                       |                       |                       |                       |
| бег на 3000 метров с препятствиями | Фабьенна Шлумпф                                      |                       |                       |                       | не проводится  | не проводится  | не проводится  | не проводится         | не проводится         | не проводится         |                       |                       |
| бег на 100 метров с барьерами      | Клелия Рард-Ройсе                                    |                       |                       |                       | не проводится  | не проводится  | не проводится  |                       |                       |                       |                       |                       |
| бег на 400 метров с барьерами      | Леа Шпрунгер                                         |                       |                       |                       | не проводится  | не проводится  | не проводится  |                       |                       |                       |                       |                       |
| бег на 400 метров с барьерами      | Петра Фонтанив                                       |                       |                       |                       | не проводится  | не проводится  | не проводится  |                       |                       |                       |                       |                       |
| Эстафета                           | Предварительный раунд                                | Предварительный раунд | Предварительный раунд | Предварительный раунд | Полуфинал      | Полуфинал      | Полуфинал      | Финал                 | Финал                 | Финал                 | Финал                 | Финал                 |
| Эстафета                           | Состав                                               | Забег                 | Время                 | Место                 | Забег          | Время          | Место          | Состав                | Состав                | Состав                | Время                 | Место                 |
| эстафета 4×100 метров              | Айла Дель Понте Сара Атчо Эллен Шпрунгер Саломе Кора | 2                     | 43,02                 | 5                     | не проводится  | не проводится  | не проводится  | завершили выступление | завершили выступление | завершили выступление | завершили выступление | завершили выступление |

Шоссейные дисциплины
| Дисциплина | Спортсмен        | Время | Место | Отставание |
| ---------- | ---------------- | ----- | ----- | ---------- |
| марафон    | Мая Нойеншвандер |       |       |            |

Технические дисциплины
| Дисциплина      | Спортсмен      | Квалификация | Квалификация | Финал     | Финал |
| Дисциплина      | Спортсмен      | Результат    | Место        | Результат | Место |
| --------------- | -------------- | ------------ | ------------ | --------- | ----- |
| прыжок с шестом | Николь Бюхлер  |              |              |           |       |
| прыжок с шестом | Ангелика Мозер |              |              |           |       |

### Парусный спорт
Соревнования по парусному спорту в каждом из классов состояли из 10 гонок, за исключением класса 49-й, где проводилось 12 заездов. В каждой гонке спортсмены начинали заплыв с общего старта. Победителем каждой из гонок становился экипаж, первым пересекший финишную черту. Количество очков, идущих в общий зачёт, соответствовало занятому командой месту. 10 лучших экипажей по результатам 10 заплывов попадали в медальную гонку, результаты которой также шли в общий зачёт. В медальной гонке, очки, полученные экипажем удваивались. В случае если участник соревнований не смог завершить гонку ему начислялось количество очков, равное количеству участников плюс один. При итоговом подсчёте очков не учитывался худший результат, показанный экипажем в одной из гонок. Сборная, набравшая наименьшее количество очков, становится олимпийским чемпионом.
Мужчины
| Класс | Спортсмены                     | Гонка | Гонка | Гонка | Гонка | Гонка | Гонка | Гонка | Гонка | Гонка | Гонка | Гонка         | Гонка         | Гонка | Очки | Место |
| Класс | Спортсмены                     | 1     | 2     | 3     | 4     | 5     | 6     | 7     | 8     | 9     | 10    | 11            | 12            | M     | Очки | Место |
| ----- | ------------------------------ | ----- | ----- | ----- | ----- | ----- | ----- | ----- | ----- | ----- | ----- | ------------- | ------------- | ----- | ---- | ----- |
| RS:X  | Матео Санс Ланс                |       |       |       |       |       |       |       |       |       |       | не проводится | не проводится |       |      |       |
| 470   | Янник Браухли Ромуальд Хауссер |       |       |       |       |       |       |       |       |       |       | не проводится | не проводится |       |      |       |
| 49-й  | Люсьен Кужан Себастьен Шнайтер |       |       |       |       |       |       |       |       |       |       | не проводится | не проводится |       |      |       |

Женщины
| Класс | Спортсмены                 | Гонка | Гонка | Гонка | Гонка | Гонка | Гонка | Гонка | Гонка | Гонка | Гонка | Гонка         | Гонка         | Гонка | Очки | Место |
| Класс | Спортсмены                 | 1     | 2     | 3     | 4     | 5     | 6     | 7     | 8     | 9     | 10    | 11            | 12            | M     | Очки | Место |
| ----- | -------------------------- | ----- | ----- | ----- | ----- | ----- | ----- | ----- | ----- | ----- | ----- | ------------- | ------------- | ----- | ---- | ----- |
| 470   | Линда Фарни Мая Зигенталер |       |       |       |       |       |       |       |       |       |       | не проводится | не проводится |       |      |       |

Открытый класс
Соревнования в олимпийском классе катамаранов Накра 17 дебютируют в программе летних Олимпийских игр. Каждый экипаж представлен смешанным дуэтом яхтсменов.
| Класс    | Спортсмены                  | Гонка | Гонка | Гонка | Гонка | Гонка | Гонка | Гонка | Гонка | Гонка | Гонка | Гонка | Очки | Место |
| Класс    | Спортсмены                  | 1     | 2     | 3     | 4     | 5     | 6     | 7     | 8     | 9     | 10    | M     | Очки | Место |
| -------- | --------------------------- | ----- | ----- | ----- | ----- | ----- | ----- | ----- | ----- | ----- | ----- | ----- | ---- | ----- |
| Накра 17 | Матиас Бюлер Натали Бруггер |       |       |       |       |       |       |       |       |       |       |       |      |       |

### Стрельба
В январе 2013 года Международная федерация спортивной стрельбы приняла новые правила проведения соревнований на 2013—2016 года, которые, в частности, изменили порядок проведения финалов. Во многих дисциплинах спортсмены, прошедшие в финал, теперь начинают решающий раунд без очков, набранных в квалификации, а финал проходит по системе с выбыванием. Также в финалах после каждого раунда стрельбы из дальнейшей борьбы выбывает спортсмен с наименьшим количеством баллов. В скоростном пистолете решающие поединки проходят по системе попал-промах. В стендовой стрельбе добавился полуфинальный раунд, где определяются по два участника финального матча и поединка за третье место.
Мужчины
| Соревнование                          | Спортсмены   | Квалификация | Квалификация | Полуфинал     | Полуфинал     | Финал               | Финал |
| Соревнование                          | Спортсмены   | Результат    | Место        | Результат     | Место         | Соперник/ Результат | Место |
| ------------------------------------- | ------------ | ------------ | ------------ | ------------- | ------------- | ------------------- | ----- |
| винтовка лёжа, 50 метров              | Ян Лохбихлер |              |              | не проводится | не проводится |                     |       |
| винтовка из трёх положений, 50 метров | Ян Лохбихлер |              |              | не проводится | не проводится |                     |       |

Женщины
| Соревнование                          | Спортсмены             | Квалификация | Квалификация | Полуфинал     | Полуфинал     | Финал                    | Финал                 |
| Соревнование                          | Спортсмены             | Результат    | Место        | Результат     | Место         | Соперник/ Результат      | Место                 |
| ------------------------------------- | ---------------------- | ------------ | ------------ | ------------- | ------------- | ------------------------ | --------------------- |
| пневматическая винтовка, 10 метров    | Нина Кристен           | 414,7        | 16           | не проводится | не проводится | завершила выступление    | завершила выступление |
| пневматическая винтовка, 10 метров    | Сара Хорнунг           | 414,3        | 21           | не проводится | не проводится | завершила выступление    | завершила выступление |
| винтовка из трёх положений, 50 метров | Нина Кристен           |              |              | не проводится | не проводится |                          |                       |
| пневматический пистолет, 10 метров    | Хайди Дитхельм Герберг | 376          | 35           | не проводится | не проводится | завершила выступление    | завершила выступление |
| пистолет, 25 метров                   | Хайди Дитхельм Герберг | 582          | 7 Q          | 17            | 4 QB          | За 3-е место             | 3                     |
| пистолет, 25 метров                   | Хайди Дитхельм Герберг | 582          | 7 Q          | 17            | 4 QB          | CHNЧжан Цзиньцзинь В 8:4 | 3                     |

### Теннис
Соревнования пройдут на кортах олимпийского теннисного центра. Теннисные матчи будут проходить на кортах с твёрдым покрытием DecoTurf, на которых также проходит и Открытый чемпионат США.
Женщины
| Соревнование     | Спортсмены                        | 1/32 финала                    | 1/16 финала                                 | 1/8 финала                                   | Четвертьфинал                         | Полуфинал                                            | Финал                                      | Место                 |
| Соревнование     | Спортсмены                        | Соперник Результат             | Соперник Результат                          | Соперник Результат                           | Соперник Результат                    | Соперник Результат                                   | Соперник Результат                         | Место                 |
| ---------------- | --------------------------------- | ------------------------------ | ------------------------------------------- | -------------------------------------------- | ------------------------------------- | ---------------------------------------------------- | ------------------------------------------ | --------------------- |
| одиночный разряд | Тимея Бачински (14)               | CHNЧжан Шуай П 7:64, 4:6, 67:7 | завершила выступление                       | завершила выступление                        | завершила выступление                 | завершила выступление                                | завершила выступление                      | завершила выступление |
| парный разряд    | Мартина Хингис Тимея Бачински (5) | не проводится                  | AUSД. Гаврилова / С. Стосур В 6:4, 4:6, 6:2 | USAБ. Маттек-Сандс / К. Вандевеге В 6:4, 6:4 | TPEХ. Чжань / Ю. Чжань (3) В 6:3, 6:0 | CZEА. Главачкова / Л. Градецкая (6) В 5:7, 7:63, 6:2 | RUSЕ. Макарова / Е. Веснина (7) П 4:6, 4:6 | 2                     |

### Триатлон
Соревнования по триатлону пройдут на территории форта Копакабана. Дистанция состоит из 3-х этапов — плавание (1,5 км), велоспорт (43 км), бег (10 км).
Мужчины
| Соревнование              | Спортсмены         | Плавание | Смена | Велоспорт | Смена | Бег | Итоговое время | Место | Отставание |
| ------------------------- | ------------------ | -------- | ----- | --------- | ----- | --- | -------------- | ----- | ---------- |
| индивидуальное первенство | Свен Ридерер       |          |       |           |       |     |                |       |            |
| индивидуальное первенство | Андреа Зальвисберг |          |       |           |       |     |                |       |            |

Женщины
| Соревнование              | Спортсмены    | Плавание | Смена | Велоспорт | Смена | Бег   | Итоговое время | Место | Отставание |
| ------------------------- | ------------- | -------- | ----- | --------- | ----- | ----- | -------------- | ----- | ---------- |
| индивидуальное первенство | Никола Шпириг |          |       |           |       |       |                |       |            |
| индивидуальное первенство | Йоланда Аннен | 19:19    | 0:51  | 1:01:20   | 0:40  | 37:32 | 1:59:42        | 14    | +3:26      |

### Фехтование
В индивидуальных соревнованиях спортсмены сражаются три раунда по три минуты, либо до того момента, как один из спортсменов нанесёт 15 уколов. В командных соревнованиях поединок идёт 9 раундов по 3 минуты каждый, либо до 45 уколов. Если по окончании времени в поединке зафиксирован ничейный результат, то назначается дополнительная минута до «золотого» укола.
Мужчины
| Соревнование         | Спортсмены                                              | 1/32 финала        | 1/16 финала              | 1/8 финала                | Четвертьфинал             | Полуфинал                 | Финал                      | Место |
| Соревнование         | Спортсмены                                              | Соперник Результат | Соперник Результат       | Соперник Результат        | Соперник Результат        | Соперник Результат        | Соперник Результат         | Место |
| -------------------- | ------------------------------------------------------- | ------------------ | ------------------------ | ------------------------- | ------------------------- | ------------------------- | -------------------------- | ----- |
| индивидуальная шпага | Беньямин Штеффен (14)                                   | не участвовал      | USAД. Приор (19) В 15:14 | UKRБ. Никишин (3) В 15:14 | FRAЯ. Борель (6) В 15:10  | KORПак Сан Ён (18) П 9:15 | За 3-е место               | 4     |
| индивидуальная шпага | Беньямин Штеффен (14)                                   | не участвовал      | USAД. Приор (19) В 15:14 | UKRБ. Никишин (3) В 15:14 | FRAЯ. Борель (6) В 15:10  | KORПак Сан Ён (18) П 9:15 | FRAГ. Грюмье (1) П 11:15   | 4     |
| индивидуальная шпага | Макс Хайнцер (10)                                       | не участвовал      | ITAП. Пиццо (23) В 15:11 | RUSВ. Анохин (7) В 15:7   | KORПак Сан Ён (18) П 4:15 | завершил выступление      | завершил выступление       | 7     |
| индивидуальная шпага | Фабиан Каутер (11)                                      | не участвовал      | UKRА. Герей (22) В 15:9  | FRAЯ. Борель (6) П 14:15  | завершил выступление      | завершил выступление      | завершил выступление       | 12    |
| командная шпага      | Макс Хайнцер Беньямин Штеффен Фабиан Каутер Пер Борский | не проводится      | не проводится            | не участвовали            | Италия · П 32:45          | За 5-8-е место            | За 5-е место               | 6     |
| командная шпага      | Макс Хайнцер Беньямин Штеффен Фабиан Каутер Пер Борский | не проводится      | не проводится            | не участвовали            | Италия · П 32:45          | Россия · В 45:28          | Республика Корея · П 36:45 | 6     |

Женщины
| Соревнование         | Спортсмены          | 1/32 финала              | 1/16 финала           | 1/8 финала            | Четвертьфинал         | Полуфинал             | Финал                 | Место |
| Соревнование         | Спортсмены          | Соперник Результат       | Соперник Результат    | Соперник Результат    | Соперник Результат    | Соперник Результат    | Соперник Результат    | Место |
| -------------------- | ------------------- | ------------------------ | --------------------- | --------------------- | --------------------- | --------------------- | --------------------- | ----- |
| индивидуальная шпага | Тиффани Жеруде (32) | BRAР. Коста (33) П 13:15 | завершила выступление | завершила выступление | завершила выступление | завершила выступление | завершила выступление | 34    |